# Good year for the roses
Good year for the roses is een lied dat werd geschreven door Jerry Chesnut.
George Jones bracht het in 1970 uit op een single en in 1994 nogmaals samen met Alan Jackson. Een andere bekende versie kwam van Elvis Costello onder begeleiding van The Attractions.
Verder verschenen er nog covers van Dino Lee (1985), Toni Willé (1989), Piet Veerman (1992), Lorrie Morgan & Sammy Kershaw (1994), Heidi Hauge (2002) en Butch Walker (2005).
Voor songwriter Bob McDill was de versie van Jones belangrijk voor zijn overstap van het schrijven van rock- en popmuziek naar countrymuziek. Sinds hij Good year for the roses hoorde, zou hij hebben begrepen wat countrymuziek is.

## George Jones (en Alan Jackson)
De Amerikaanse zanger George Jones bracht Good year for the roses in 1970 uit op een single. Op de B-kant staat het nummer Let a little loving come in. Verder zette hij het in 1971 op de elpee George Jones with love.
Een kleine 15 jaar later, in 1994, zette hij het samen met Alan Jackson opnieuw op een single. Ditmaal stond High-tech redneck op de B-kant en werd het lied ondergebracht op de elpee The Bradley Barn sessions. Niet Bob Moore, maar Brian Ahern was toen de producer.

### Hitnoteringen

#### George Jones
| Hitlijst (1970-1971)        | Piekpositie |
| --------------------------- | ----------- |
| RPM Country Tracks (Canada) | 4           |
| Hot Country Singles (VS)    | 2           |

#### George Jones en Alan Jackson
| Hitlijst (1994)             | Piekpositie |
| --------------------------- | ----------- |
| RPM Country Tracks (Canada) | 25          |
| Hot Country Singles (VS)    | 11          |

## Elvis Costello
De Britse zanger Elvis Costello met zijn begeleidingsband The Attractions bracht Good year for the roses in 1981 uit op een single, met Your angel steps out of heaven op de B-kant. Deze versie werd vooral in België en Nederland populair. Hetzelfde jaar zette hij het nummer op zijn elpee Almost blue. Met dit werk maakte hij een kortstondige zijsprong naar de countrymuziek, terwijl zijn repertoire tot dan toe grosso modo in de new wave in te delen was.

### Hitnoteringen
Het lied sloeg aan, met zowel noteringen in de Vlaamse Ultratop als de Nederlandse Top 40. Ook daarna bleef het populair, met voor Costello sinds de start in 1999 een notering van dit nummer in de Top 2000.
| Hitlijst (1981-1982)  | Piekpositie |
| --------------------- | ----------- |
| Ultratop (Vlaanderen) | 25          |
| Top 40 (Nederland)    | 11          |

#### NPO Radio 2 Top 2000
| Nummer met noteringen in de NPO Radio 2 Top 2000 | '99  | '00 | '01 | '02 | '03 | '04 | '05 | '06 | '07  | '08 | '09  | '10 | '11  | '12  | '13  | '14  | '15  | '16  | '17  |
| ------------------------------------------------ | ---- | --- | --- | --- | --- | --- | --- | --- | ---- | --- | ---- | --- | ---- | ---- | ---- | ---- | ---- | ---- | ---- |
| Good Year for the Roses                          | 1002 | 750 | 776 | 791 | 739 | 827 | 878 | 821 | 1021 | 830 | 1235 | 964 | 1328 | 1570 | 1419 | 1538 | 1486 | 1729 | 1934 |

1. ↑  Een vetgedrukt getal geeft de hoogste notering aan.
2. ↑  Deze tabel is bijgewerkt tot en met de laatste editie (2024).